# Ilha das Laranjeiras (Paraná)
A Ilha das Laranjeiras é uma ilha ao nordeste de Paranaguá, no litoral do Paraná.